# Elezioni comunali in Molise del 2018
Il 10 giugno 2018 in Molise si sono tenute le elezioni per il rinnovo di 14 consigli comunali, in contemporanea con il turno elettorale di amministrative nelle altre regioni italiane.

## Provincia di Campobasso

### Campochiaro
| Candidati | Candidati         | Partito              | Voti | %      | Seggi |
| --------- | ----------------- | -------------------- | ---- | ------ | ----- |
|           | Simona Valente    | Tradizione e Futuro  | 207  | 47,80  | 7     |
|           | Nicola Capparelli | Ricominciamo Insieme | 117  | 27,02  | 2     |
|           | Dorothy Albanese  | la Torre             | 108  | 24,94  | 1     |
|           | Nicola Improta    | Orgoglio Tricolore   | 1    | 0,23   | -     |
| Totale    | Totale            |                      | 433  | 100.00 | 10    |

### Colletorto
| Candidati | Candidati           | Partito                  | Voti  | %      | Seggi |
| --------- | ------------------- | ------------------------ | ----- | ------ | ----- |
|           | Cosimo Damiano Mele | un Futuro per Colletorto | 1.017 | 100,00 | -     |
| Totale    | Totale              |                          | 1.017 | 100.00 | -     |

### Guglionesi
| Candidati | Candidati              | Partito              | Voti  | %      | Seggi |
| --------- | ---------------------- | -------------------- | ----- | ------ | ----- |
|           | Mario Bellotti         | Guglionesi Riparte   | 823   | 25,06  | 8     |
|           | Gianfranco Del Peschio | Comunità e Futuro    | 711   | 21,65  | 1     |
|           | Giuliana Senese        | Movimento 5 Stelle   | 692   | 21,07  | 1     |
|           | Antonio Tomei          | Guglionesi per Tutti | 559   | 17,02  | 1     |
|           | Giuseppe D'Urbano      | Guglionesi nel Cuore | 498   | 15,16  | 1     |
| Totale    | Totale                 |                      | 3.283 | 100.00 | 12    |

### Larino
| Candidati | Candidati         | Partito        | Voti  | %      | Seggi |
| --------- | ----------------- | -------------- | ----- | ------ | ----- |
|           | Giuseppe Puchetti | Sia@mo Larino  | 1.931 | 47,40  | 8     |
|           | Vito Di Maria     | il Germoglio   | 1.688 | 41,44  | 3     |
|           | Franco Rainone    | Noi per Larino | 454   | 11,14  | 1     |
| Totale    | Totale            |                | 4.073 | 100.00 | 12    |

### Macchia Valfortore
| Candidati | Candidati           | Partito              | Voti | %      | Seggi |
| --------- | ------------------- | -------------------- | ---- | ------ | ----- |
|           | Gianfranco Paolucci | Interesse Comune     | 364  | 95,53  | 7     |
|           | Antonio Catenazzo   | Insieme per il Paese | 11   | 2,88   | 2     |
|           | Vincenzo Pece       | Vivere Insieme       | 4    | 1,04   | 1     |
|           | Rocco Vizzaccaro    | Stella Popolare      | 2    | 0,52   | -     |
| Totale    | Totale              |                      | 381  | 100.00 | 10    |

### Montorio nei Frentani
| Candidati | Candidati             | Partito            | Voti | %      | Seggi |
| --------- | --------------------- | ------------------ | ---- | ------ | ----- |
|           | Nino Ponte Pellegrino | Paese nostro       | 184  | 60,13  | 7     |
|           | Andrea Albino         | Uniti per Montorio | 120  | 39,21  | 3     |
|           | Enzo Cirella          | Ancora Insieme     | 2    | 0,65   | -     |
|           | Giampaolo Villano     | Stella Popolare    | 0    | 0,00   | -     |
|           | Enrico Scigliano      | Orgoglio Tricolore | 0    | 0,00   | -     |
| Totale    | Totale                |                    | 306  | 100.00 | 10    |

### Oratino
| Candidati | Candidati        | Partito             | Voti  | %      | Seggi |
| --------- | ---------------- | ------------------- | ----- | ------ | ----- |
|           | Roberto De Socio | Riscriviamo Oratino | 619   | 54,87  | 7     |
|           | Luca Fatica      | Obiettivo Comune    | 509   | 45,12  | 3     |
| Totale    | Totale           |                     | 1.128 | 100.00 | 10    |

### Ripabottoni
| Candidati | Candidati           | Partito                  | Voti | %      | Seggi |
| --------- | ------------------- | ------------------------ | ---- | ------ | ----- |
|           | Orazio Civetta      | Uniti per Ripabottoni    | 201  | 53,88  | 7     |
|           | Domenico Piedimonte | il Bene in Comune        | 171  | 45,84  | 3     |
|           | Francesco Di Vico   | Verso un Mondo migliore  | 1    | 0,26   | -     |
|           | Nicola Barbiero     | Insieme per... il Futuro | 0    | 0,00   | -     |
|           | Salvatore Filogamo  | Orgoglio Tricolore       | 0    | 0,00   | -     |
|           | Vincenzo Staci      | Stella Popolare          | 0    | 0,00   | -     |
| Totale    | Totale              |                          | 373  | 100.00 | 10    |

### Salcito
| Candidati | Candidati            | Partito                 | Voti | %      | Seggi |
| --------- | -------------------- | ----------------------- | ---- | ------ | ----- |
|           | Giovanni Galli       | Cambiare Salcito        | 237  | 55,24  | 7     |
|           | Anna Di Renzo        | una Porta per il Futuro | 189  | 44,05  | 3     |
|           | Andrea Leone         | l'Alternativa           | 1    | 0,23   | -     |
|           | Giuseppe Del Giudice | Movimento Forconi       | 1    | 0,23   | -     |
|           | Raffaele De Mase     | Orgoglio Tricolore      | 1    | 0,23   | -     |
| Totale    | Totale               |                         | 429  | 100.00 | 10    |

### Vinchiaturo
| Candidati | Candidati           | Partito                  | Voti  | %      | Seggi |
| --------- | ------------------- | ------------------------ | ----- | ------ | ----- |
|           | Luigi Valente       | Libertà è Partecipazione | 1.336 | 65,01  | 8     |
|           | Bernardino Primiani | Amiamo Vinchiaturo       | 719   | 34,98  | 4     |
| Totale    | Totale              |                          | 2.055 | 100.00 | 12    |

## Provincia di Isernia

### Castelpizzuto
| Candidati | Candidati            | Partito               | Voti | %      | Seggi |
| --------- | -------------------- | --------------------- | ---- | ------ | ----- |
|           | Carla Caranci        | Castelpizzuto Resisti | 87   | 79,09  |       |
|           | Marino Ianiro        | Rinascita             | 21   | 19,09  |       |
|           | Antonio Di Francesco | Alternativa           | 2    | 1,81   |       |
| Totale    | Totale               |                       | 110  | 100.00 |       |

### Montaquila
| Candidati | Candidati          | Partito                 | Voti  | %      | Seggi |
| --------- | ------------------ | ----------------------- | ----- | ------ | ----- |
|           | Marciano Ricci     | Insieme si può          | 1.135 | 65,68  | 7     |
|           | Federico Cimorelli | Amare il Proprio Comune | 593   | 34,31  | 3     |
| Totale    | Totale             |                         | 1.728 | 100.00 | 10    |

### Sessano del Molise
| Candidati | Candidati            | Partito             | Voti | %      | Seggi |
| --------- | -------------------- | ------------------- | ---- | ------ | ----- |
|           | Pino Venditti        | Trasparenza         | 290  | 58,94  | 7     |
|           | Pietro Mucciarone    | Tutti per il Futuro | 197  | 40,04  | 3     |
|           | Luigi Grasso         | Sessano             | 3    | 0,60   | -     |
|           | Antonietta Capoccini | Progetto Popolare   | 1    | 0,20   | -     |
|           | Francesco Mercone    | Stella Popolare     | 1    | 0,20   | -     |
| Totale    | Totale               |                     | 492  | 100.00 | 10    |

### Venafro
| Candidati | Candidati        | Partito             | Voti  | %      | Seggi |
| --------- | ---------------- | ------------------- | ----- | ------ | ----- |
|           | Alfredo Ricci    | Insieme per Venafro | 4.208 | 60,01  | 11    |
|           | Nicandro Cotugno | Venafro nel Cuore   | 2.803 | 39,98  | 5     |
| Totale    | Totale           |                     | 7.011 | 100.00 | 16    |